# Cleora amamiensis
Cleora amamiensis är en fjärilsart som beskrevs av Sato 1978. Cleora amamiensis ingår i släktet Cleora och familjen mätare. Inga underarter finns listade i Catalogue of Life.